# Cyclocarcina
Cyclocarina là một chi nhện trong họ Nesticidae.

## Các loài
- Cyclocarcina floronoides Komatsu, 1942
  - Cyclocarcina floronoides komatsui Yaginuma, 1979
  - Cyclocarcina floronoides notoi Yaginuma, 1979
  - Cyclocarcina floronoides tatoro Yaginuma, 1979
- Cyclocarcina linyphoides (Komatsu, 1960)